# Netrunner
Netrunner és un joc de cartes col·leccionables descatalogat dissenyat per Richard Garfield, el creador de Magic: The Gathering. Va ser publicat per Wizards of the Coast i presentat l'abril de 1996.El joc tenia lloc a l'escenari del joc de rol (RPG) Cyberpunk 2020, però també es va basar en el gènere ciberpunk més ampli. El 2012, Fantasy Flight Games va llançar Android: Netrunner, un nou joc de cartes basat en Netrunner, sota llicència de Wizards of the Coast .
L'any 2018, Fantasy Flight Games va anunciar que concloïa la seva col·laboració amb Wizards of the Coast per llicenciar el desenvolupament del joc. A partir del 22 d'octubre de 2018, Fantasy Flight ja no ven productes Netrunner.